# Chapelle de Trachin
La chapelle de Trachin est une chapelle située à Annonay, dans le département français de l'Ardèche, en France. 

## Localisation
La chapelle est située au centre d'Annonay à l’angle des rues Boissy d’Anglas et Trachin.

## Description générale
De style gothique, la chapelle de Trachin ou chapelle Saint-Jacques et Saint-Philippe est à l'origine celle d'un prieuré dont les bâtiments se trouvaient au nord de l'édifice. Ses fondateurs furent Guy Trachin et son épouse Igline de Saint-Julien. Elle n’accueille plus à ce jour de célébrations religieuses, ni de temps de prière mais constitue un dépôt d’art sacré ouvert au public pour les Journées européennes du patrimoine notamment.

## Visite de l’édifice

### Extérieur
L’édifice se signale dans le paysage d’Annonay par son clocher de forme octogonale sur base carrée entièrement construit en granit du pays.
L’ancien porche d’entrée, situé rue Boissy d’Anglas, a quatre rangs de voussures en évasement sur six colonnettes. Au sommet de son arc se trouve la tête sculptée du fondateur Guy Trachin avec, au-dessous, la date de fondation du prieuré : 1320. Le portail, quant à lui, est du début du XVIIIe siècle.
Au-dessus, dans une niche, se trouve une Vierge à l’Enfant en pierre du XVIIIe siècle. Elle est classée au titre objet parmi les Monuments historiques depuis le 4 avril 1950. Elle a été classée une seconde fois le 6 septembre 1954.
Des immeubles cachent aujourd’hui le chevet plat de la chapelle qui peut être admiré depuis une cour intérieure privée.

### Intérieur

#### La nef
La nef unique est construite sur un plan rectangulaire barlong (à cause du biais du terrain d’assise). On observe deux tribunes superposées, la première du XVIIIe siècle, la seconde du XIXe siècle.
Son plafond, peint sur mortier au début du XIXe siècle, a remplacé un plafond en lambris de forme ogivale. Ses peintures représentent :
- L’Assomption, comme élément central.
- Des apôtres,
- Les quatre évangélistes,
- Les deux saints patrons de la chapelle et leur martyre : saint Jacques avec sa mitre d’évêque de Jérusalem et le foulon ; saint Philippe avec l’épée et la croix.

Ce plafond peint est inscrit au titre objet parmi les Monuments historiques depuis le 4 février 1977.
Trachin possède plusieurs grandes toiles : 
- Saint Jacques et saint Philippe (1668), signée Adrian Dassier. Cette toile est classée au titre d’objet parmi les Monuments historiques depuis le 20 juin 1986[5].
- La Nativité de la Vierge où sont représentés sainte Anne et saint Joachim, est classée aussi au titre objet parmi les Monuments historiques depuis le 20 juin 1986[6].

Dans la chapelle se trouve enfin un portrait de saint François-de-Sales classé au titre objet parmi les Monuments historiques depuis le 29 décembre 1983. Il date du XVIIe siècle.
Au crépuscule la nef est éclairée par un vitrail signé Jean-Marcel Héraut (1920 - 1982) : Saint-Jacques et saint Philippe (deuxième moitié du XXe siècle). Une autre verrière date du XIXe siècle : Saint Bruno.

#### Le chœur
De part et d’autre de l’arc triomphal sont disposés deux anges porte-torchère en bois doré du XVIIe siècle. Le chœur est de style gothique du début du XIVe siècle. Il est voûté en croisées d’ogives nervurées s’appuyant au fond sur deux consoles d’angle et sur l’avant sur deux importantes consoles droites finement ouvragées. À leur base, se trouvent les visages sculptés de Guy Trachin et d’Igline de Saint-Julien qui reposent en ces lieux
L’autel est du XVIIIe siècle et provient du couvent des Cordeliers, supprimé à la Révolution. À l’arrière, prennent place des stalles sur un fond en lambris du XVIIIe siècle et des cadres ovales en bois doré. Datant du XIXe siècle, ils figurent Les mystères de la Vierge.
Sur les murs longitudinaux se trouvent deux peintures marouflées du premier tiers du XXe siècle : 
- La Nativité de la Vierge,
- La Présentation de la Vierge au Temple .

Elles sont l’œuvre de deux Annonéens : Anne-Marie Rony et Maurice Luquet de Saint-Germain.
Le chœur est illuminé les matins ensoleillés par des vitraux représentant notamment : 
- La visite à Abraham sous le chêne de Mambré,
- L’Annonciation.

#### Le dépôt d’art sacré
Depuis le dernier quart du XXe siècle, la chapelle est devenue un dépôt d'art sacré. Les quelques œuvres citées dans cet article ne sont qu’une partie de ses richesses.

## Historique

### Chronologie
- 1320 : Guy (ou Guigues) Trachin (ou Trachi) et son épouse fondent un prieuré dédié à saint Jacques et saint Philippe. À cette fondation est associée une légende : Le rêve de Guigues Trachi[8].
- 1552 : Le clocher de la chapelle devient le clocher de l’église paroissiale à la suite de l'effondrement de celui de la collégiale Notre-Dame distante de quelques dizaines de mètres.
- 1568 - 1598 : Durant les guerres de Religion, la chapelle devient temple protestant ce qui lui vaut le privilège d’échapper à la destruction contrairement aux autres églises et chapelles d’Annonay. À cette préservation est associée une légende : Le bon docteur Caron[9].
- 1598 - 1607 : Durant les travaux de reconstruction de la collégiale Notre-Dame, la chapelle fait office d’église paroissiale.
- 1680 : Effondrement du prieuré faute d’entretien.
- 1732 : Création d’une confrérie qui tient ses réunions et temps de prière dans la chapelle. Elle comprend deux congrégations : celle des hommes dite de la « Nativité de la Vierge Marie » et celle des femmes dite de la « Conception de la Vierge Marie ».
- 1736 : Approbation de la création de la confrérie par le pape Clément XII.
- 1741 : Rattachement du prieuré à celui de la collégiale Notre-Dame.
- 1789 : Révolution…
- 1793 : Fermeture au culte de la chapelle. Elle devient un entrepôt.
- 1797 - 1801 : Réouverture au culte, la chapelle fait office d’église paroissiale, en attendant l’établissement de la paix religieuse avec la signature du Concordat de 1801 et le réaménagement de la collégiale Notre-Dame. La confrérie renaît.
- 1860 - 1872 : La chapelle devient l’église paroissiale de la nouvelle paroisse de Cance tout en accueillant les temps de rencontres des congréganistes.
- 1875 : Fusion des deux congrégations de la confrérie sous le vocable de la « Nativité de la Vierge Marie ».
- 1881 : Des congréganistes doivent « racheter » la chapelle pour pouvoir poursuivre leurs œuvres à la suite des lois de la Troisième république sur les congrégations religieuses.
- 1907 : Deuxième rachat de la chapelle par les congréganistes : une des conséquences de la séparation des Églises et de l’État. Elle deviendra, après 1924, propriété de l’Association Diocésaine de Viviers. Le clocher n’est pas concerné. Car clocher de l’église paroissiale du quartier depuis 1552, il devient propriété communale.
- 1910 : Rénovation du clocher.
- 1912 : Le clocher perd sa fonction de clocher paroissial avec l’ouverture au culte de la nouvelle église Notre-Dame d'Annonay. Quatre cloches qu’il abritait sont enlevées.
- 1947 : Dernière réception de congréganistes au sein de la confrérie de Trachin qui vit ses dernières années.
- 1972 : Création de l’association « Les amis de Trachin » qui sauvent ce lieu de la ruine.
- 1976 : Trachin devient lieu culturel et dépôt d’art sacré.
- 1999 : Après la poursuite de la rénovation de la chapelle et le classement ou l’inscription d’objet parmi les Monuments historiques, la chapelle devient propriété de la ville d’Annonay. Les collections demeurant propriété de l’Association Diocésaine de Viviers, une convention lie les deux structures.
- 2002 : Les collections s’enrichissent par le dépôt d’une partie du mobilier de l’ancienne chapelle des pénitents d’Annonay. Après la ruine de ce lieu de culte, situé rue de l’Hôtel-de-Ville, ces objets avaient été abrités depuis l’immédiat Après-guerre dans la crypte de l’église Notre-Dame d'Annonay. Un avenant à la convention de 1999 est signé entre la ville d’Annonay et l’Association Diocésaine de Viviers.
- 2015 :
  - Rénovation de la toiture [10].
  - Présentation de l'édifice au cours des visites estivales nocturnes « De Trachin à Saint-Joseph-de-Cance » organisées par l'Office de Tourisme Ardèche Grand Air (juillet et août)[11].
- 2020 : 700 ans de l'édifice marqué par la publication d'un reportage d'Etienne Gentil dans Le Dauphiné Libéré (29 septembre).

### La confrérie de Trachin
Recrutant ses membres dans toutes les couches de la société, du granger illettré aux nobles fortunés en passant par des vignerons, des tanneurs, des mégissiers… la confrérie de Trachin avait pour but de « servir la Sainte Vierge par un culte particulier ».  Ses membres récitaient l’office les dimanches et jours de fête, visitaient et secouraient les malades, portaient les corps aux funérailles et participaient en groupe aux processions…